# Lijst van burgemeesters van Bloemendaal
Dit is een lijst van burgemeesters van de Nederlandse gemeente Bloemendaal in de provincie Noord-Holland. Per 1 januari 2009 is de gemeente Bennebroek opgegaan in de gemeente Bloemendaal.
| Ambtsperiode                         | Naam burgemeester                    | Partij of stroming | Bijzonderheden                                                                                             |
| ------------------------------------ | ------------------------------------ | ------------------ | --- |
| 1795 -1823                           | Johannes de Waal Malefijt            |                    | |
| 1823 - 1853                          | Nicolaas Rouwens                     |                    | |
| 1853 - 1881                          | Jan Pieter Lonbar Petri              |                    | |
| 1881 - 1907                          | J.W.A. (Johannes) Immink             |                    | vh. burgemeester van Nieuwendam en Buiksloot                                                               |
| 1907 - 1931                          | jhr. A. (Anthonij) Bas Backer        |                    | vh. burgemeester van Ophemert en van Elburg                                                                |
| 1931 - 1941                          | jhr. mr. C.J.A. (Co) den Tex         |                    | vh. burgemeester van Diepenheim                                                                            |
| 1941 - 1945                          | J.W. (Jan) Zigeler                   | NSB                | vh. burgemeester van Oostzaan                                                                              |
| 1945 - 1954                          | jhr.mr. C.J.A. (Co) den Tex          |                    | |
| 1954 - 1976                          | dr. D.H. (Dirk) Peereboom Voller     | VVD                | vh. burgemeester van Aalsmeer                                                                              |
| 1976 - 1990                          | drs. G.H. (Gerrit) Weekhout          | VVD                | |
| 1990 - 1997                          | mr. M.H. (Harry) Kamphuis            | VVD                | nadien burgemeester van Amstelveen                                                                         |
| 1997 - 1999                          | W.P.C. (Wim) van Willigenburg        | VVD                | waarnemend burgemeester                                                                                    |
| 16 januari 1999 - mei 2005           | L.A. (Liesbeth) Snoeck-Schuller      | VVD                | vh. burgemeester van Eemnes                                                                                |
| 15 juni 2005 - 1 december 2008       | W.H. (Wim) de Gelder                 | GroenLinks         | nadien burgemeester van Alphen aan den Rijn                                                                |
| 8 december 2008 - 1 juli 2009        | drs. M.J. (Mea) van Ravesteyn-Kramer | D66                | waarnemend burgemeester                                                                                    |
| 1 juli 2009 - 22 januari 2015        | R.T.M. (Ruud) Nederveen              | VVD                | voortijdig afgetreden                                                                                      |
| 29 januari 2015 - 24 september 2015  | A. (Aaltje) Emmens-Knol              | PvdA               | waarnemend burgemeester                                                                                    |
| 6 oktober 2015 - 1 augustus 2017     | mr. B.B. (Bernt) Schneiders          | PvdA               | waarnemend burgemeester, tot september 2016 tevens burgemeester van Haarlem                                |
| 6 september 2017 - 28 september 2023 | drs. E.J. (Elbert) Roest             | D66                | vh. burgemeester van Laren (NH)                                                                            |
| 2 oktober 2023 - 2 oktober 2024      | mr. A. (Ankie) Broekers-Knol         | VVD                | waarnemend burgemeester, vh. staatssecretaris van Justitie en Veiligheid en voorzitter van de Eerste Kamer |
| 3 oktober 2024 - heden               | M.R.J. (Michel) Rog                  | NSC                | vh. Tweede Kamerlid en wethouder van Haarlem                                                               |